# Klubi Sportiv Gramozi Ersekë 2009-2010

## Rosa
| N. |                               | Ruolo | Calciatore            |
| -- | ----------------------------- | ----- | --------------------- |
| 1  | Albania (bandiera)            | P     | Ervin Nuredini        |
| 2  | Albania (bandiera)            | D     | Elvis Peçi            |
| 3  | Albania (bandiera)            | D     | Klaudio Rexhepi       |
| 4  | Brasile (bandiera)            | D     | Leonardo Martins      |
| 5  | Albania (bandiera)            | D     | Ermal Mata            |
| 6  | Albania (bandiera)            | D     | Klodian Samina        |
| 7  | Macedonia del Nord (bandiera) | C     | Aleksander Grosherski |
| 7  | Albania (bandiera)            | C     | Armand Çaka           |
| 8  | Albania (bandiera)            | C     | Erion Islami          |
| 9  | Albania (bandiera)            | C     | Ervis Ismolli         |
| 10 | Albania (bandiera)            | D     | Hyserion Shupe (C)    |
| 10 | Albania (bandiera)            | C     | Olsi Bejollari        |
| 11 | Brasile (bandiera)            | A     | Juriander             |
| 12 | Macedonia del Nord (bandiera) | C     | Ardit Shaqiri         |
| 13 | Brasile (bandiera)            | A     | Marcos                |

| N. |                               | Ruolo | Calciatore             |
| -- | ----------------------------- | ----- | ---------------------- |
| 15 | Kosovo (bandiera)             | C     | Shpëtim Babaj          |
| 16 | Albania (bandiera)            | C     | Migen Metani           |
| 17 | Albania (bandiera)            | C     | Bledar Lena            |
| 18 | Albania (bandiera)            | D     | Genti Lifo             |
| 19 | Albania (bandiera)            | C     | Armand Tafili          |
| 20 | Albania (bandiera)            | A     | Adriatik Kodra         |
| 22 | Albania (bandiera)            | P     | Irakli Toçi            |
| 23 | Albania (bandiera)            | A     | Arlind Rustemi         |
| 24 | Kosovo (bandiera)             | A     | Genc Hyseni            |
| 25 | Albania (bandiera)            | C     | Arjan Cikopano         |
| 27 | Kosovo (bandiera)             | D     | Liridon Kukaj          |
| 29 | Albania (bandiera)            | C     | Elton Doku             |
| 31 | Albania (bandiera)            | A     | Armando Sadiku         |
| 32 | Macedonia del Nord (bandiera) | P     | Aleksander Trajanofski |